# Oostelijke miombohoningzuiger
De oostelijke miombohoningzuiger (Cinnyris manoensis; synoniem: Nectarinia manoensis) is een zangvogel uit de familie Nectariniidae (honingzuigers). 

## Verspreiding en leefgebied
Deze soort telt twee ondersoorten:
- C. m. manoensis: van Midden-Tanzania tot Zimbabwe en noordelijk Mozambique.
- C. m. amicorum: zuidelijk Mozambique.